# Constellation Dome
Constellation Dome är en bergstopp i Östantarktis. Nya Zeeland gör anspråk på området. Toppen på Constellation Dome är 1 330 meter över havet, och är den högsta punkten i trakten.
Terrängen runt Constellation Dome är kuperad västerut, men österut är den bergig. Constellation Dome ligger uppe på en höjd som går i nord-sydlig riktning.